# Radiobiologia
Radiobiologia – nauka badająca wpływ promieniowania jonizującego na organizmy żywe i ich procesy życiowe.

## Historia
Początki radiobiologii, jako nauki medycznej, związane są z prowadzonymi w 1896 roku badaniami Leopolda Freunda, który zademonstrował terapeutyczny wpływ na znamię Beckera nowego wówczas, odkrytego rok wcześniej przez niemieckiego fizyka Wilhelma Röntgena, typu promieniowania elektromagnetycznego. Na początku tego samego roku Iwan Romanowicz Tarchanow po przeprowadzeniu badań  polegających napromieniowaniu żab i owadów promieniowaniem rentgenowskim  stwierdził, że nowo odkryte promienie nie tylko fotografują, ale także wpływają na funkcje życiowe. Jednocześnie Pierre Curie i Maria Skłodowska-Curie odkryli radioaktywne pierwiastki polon i rad, które później były stosowane w leczeniu nowotworów, jednak wówczas nie zdawali sobie z tego sprawy. Genetyczne skutki wywoływane przez promieniowanie jonizujące, w tym ich wpływ na ryzyko tworzenia nowotworów, zostały poznane znacznie później – w 1927 roku Hermann Joseph Muller opublikował wyniki badań pokazujące wpływ promieniowania na liczbę mutacji genetycznych, za odkrycie wpływu promieni X na wywoływanie mutacji w 1946 roku otrzymał nagrodę Nobla.
Zanim biologiczne efekty działania promieniowania jonizującego zostały poznane, uprawiano szarlatanerię związaną z pozytywnym wpływem promieniowania na zdrowie. Maria Skłodowska-Curie wypowiedziała się przeciwko takiemu rodzajowi leczenia, ostrzegając, że efekty promieniowania na ludzkie ciało nie są dobrze zrozumiane. Curie zmarła w 1934 z powodu niedokrwistości aplastycznej spowodowanej promieniowaniem promieniotwórczym. Eben Byers, znany amerykański społecznik, zmarł w 1932 roku wskutek zażywania dużych dawek napoju o nazwie „Radithor”. Stosując terminologię tamtych czasów przyczynę jego śmierci określono jako „zatrucie promieniotwórcze” w miejsce obecnie używanego terminu choroba popromienna. William Bailey, twórca napoju „Radithor”, nigdy nie był sądzony za śmierć Byersa, choć FTC wydała nakaz przeciwko jego działalności. Nie powstrzymało to jednak Baileya od obrotu produktami promieniotwórczymi. W Nowym Jorku założył nową firmę „Radium Institute” i wprowadził na rynek radioaktywny zacisk paska, radioaktywną wagę papierniczą i urządzenie wywołujące radioaktywność wody. Z drugiej strony, ze względu na to, że Byers był bardzo znany, jego śmierć zwróciła uwagę społeczeństwa na niebezpieczeństwa związane z promieniowaniem, The Wall Street Journal opublikował artykuł pt. The Radium Water Worked Fine until His Jaw Came Off, a jego choroba i śmierć doprowadziły do przyjęcia praw, które zwiększyły uprawnienia FDA.
W przemyśle odnotowano przypadek tzw. dziewcząt radowych – pracownic zakładów, które uległy napromieniowaniu podczas malowania tarcz zegarów farbą samopodświetlającą, w wyniku czego zanotowano wiele przypadków nowotworu gardła. W wyniku rozstrzygnięcia sądowego z 1928 roku pracownice te otrzymały odszkodowanie w wysokości 10 000 $ (odpowiednik 139 000 $ w 2016 roku) oraz renty w wysokości 600 $ rocznie i dodatkowo 12 $ tygodniowo przez całe życie oraz zwrot kosztów medycznych i prawnych, który miał zostać poniesiony przez zatrudniające je zakłady. W 1933 roku Robley D. Evans z MIT dokonał pomiarów wydychanego radonu i radu pośród niektórych pracownic, uzyskane informacje zostały wykorzystane przez National Bureau of Standards w 1941 roku podczas prac, w wyniku których po raz pierwszy ustalono normę ekspozycji na radionuklidy – dla izotopu 226Ra wynosiła ona 0,1 μCi (3,7 kBq).

## Wpływ promieniowania na zdrowie
Promieniowanie jonizujące jest generalnie szkodliwe i potencjalnie śmiertelne dla organizmów żywych, może jednak wywołać korzystne efekty dla zdrowia, na przykład radioterapia w leczeniu nowotworów i nadczynności tarczycy. Najczęstszym jego skutkiem są nowotwory popromienne wykrywane po upływie lat lub dziesięcioleci od ekspozycji na promieniowanie jonizujące. Wysokie dawki promieniowania mogą powodować silne oparzenia i wysoką śmiertelność w wyniku choroby popromiennej. Kontrolowane dawki są stosowane w diagnostyce obrazowej i radioterapii. Postulowana jest hormeza radiacyjna, czyli korzystny wpływ małych dawek promieniowania na zdrowie.